# SŽD-Baureihe ЧС200
Die SŽD-Baureihe ЧС200 (deutsche Transkription TschS200) der Sowjetischen Eisenbahnen (SŽD) ist eine Schnellzuglokomotive, die speziell für den Betrieb auf der Schnellfahrstrecke Moskau – Leningrad mit einer maximalen Geschwindigkeit von 200 km/h und einer maximal erreichbaren Geschwindigkeit von 220 km/h entwickelt wurde und als Ableitung aus der ČSD-Baureihe ES 499.0 1974 bei Škoda in Plzeň entstand.

## Geschichte

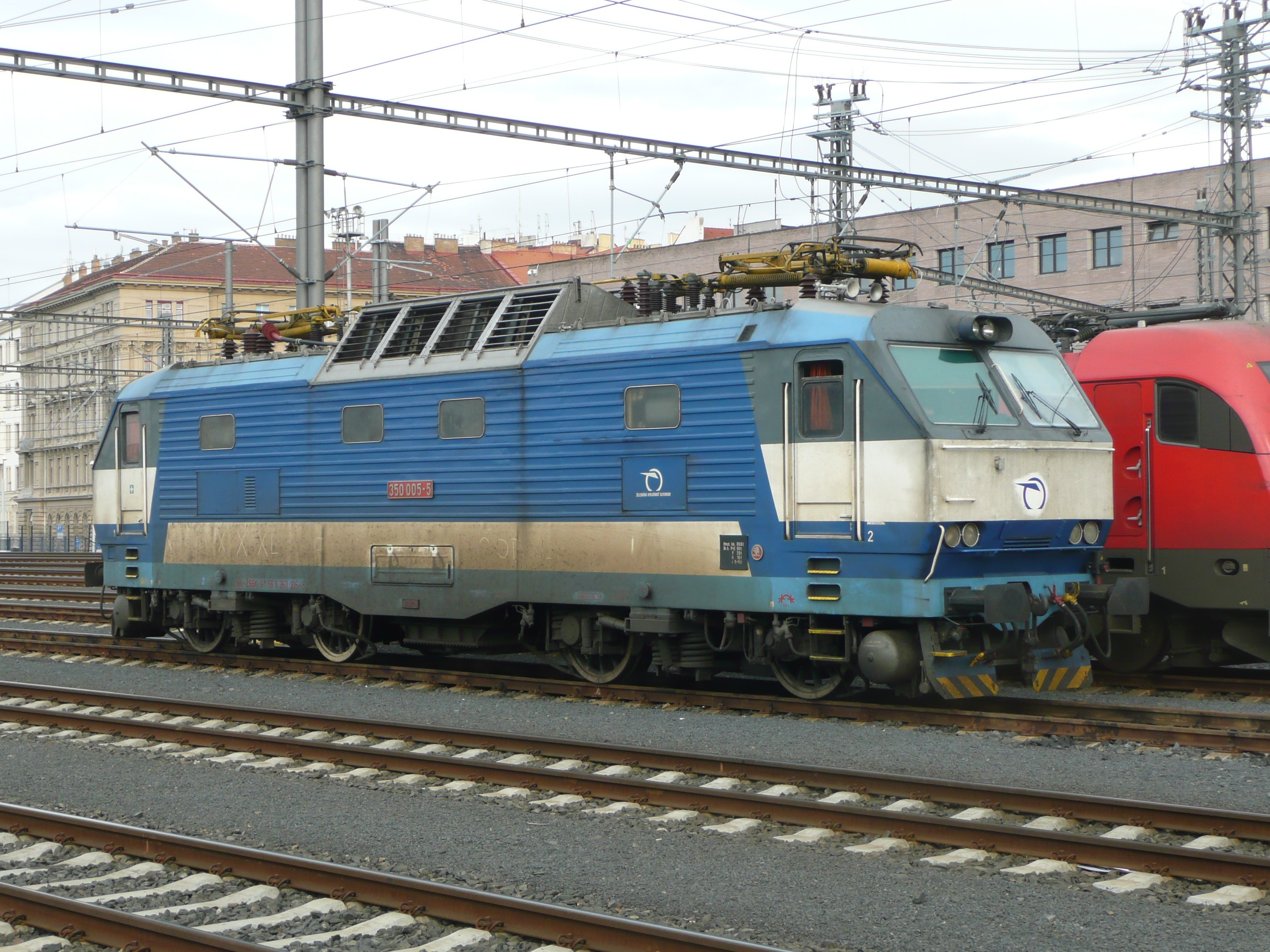
ES 499.005

In Anbetracht der Notwendigkeit der Umstellung der Hauptstrecke Moskau – Leningrad auf Schnellfahrtraktion mit Geschwindigkeiten bis zu 200 km/h fällte die Regierung der damaligen UdSSR (unter anderem) die Entscheidung zu einem Auftrag an die Lokfabrik Škoda in Plzeň. 1969 begann die Bearbeitung und Entwicklung der neuen Schnellfahrlok. Grundlage war die schon im Betrieb befindliche und bewährte SŽD-Baureihe ЧС2 mit Gleichstrom. Gegenüber dieser Baureihe wurden aber auch wichtige Änderungen in die Entwicklung hineingetragen. Die Ergebnisse aus der benötigten Kraft beim Anfahren und beim Dauerbetrieb erbrachte die Erkenntnis, dass die neue Lok nur eine Zweisektionslokomotive werden konnte und sich darin von den Vorgängerlokomotiven unterschied. Die Leistung der Lok war bestimmt aus der Last des Zuges von 12 bis 14 Schnellzugwagen bei einer Geschwindigkeit von 200 km/h mit der Berechnung der Verzögerung und Beschleunigung dieser Züge an Langsamfahrstellen. Daraus ergab sich eine notwendige Leistung von 8000 kW für die neue Lok. Bei einer Leistung von 1000 kW pro Fahrmotor kam daher nur eine achtachsige Lokomotive in Frage. Diese Entscheidung ermöglichte gleichzeitig die optimale Belastung der Schienen durch Triebräder.
Anfangs war die Grundlage für die neue Lok die SŽD-Baureihe ЧС2. Später wurde auch die Möglichkeit der Verwendung der SŽD-Baureihe ЧС2Т in Betracht gezogen. Obwohl eine ЧС2 auf der Oktoberbahn eine Geschwindigkeit von 183 km/h erreichte, brachten die Tests beider Modelle im Windkanal keine guten Werte bei einer Geschwindigkeit des Luftstromes von 220 km/h. Letztendlich erreichte ein Prototyp der ČSD-Baureihe ES 499.0 auf dem Versuchsring Velim eine Geschwindigkeit von 219 km/h. Die Varianten der Aufbauten und der Führerstände wurden daraufhin für die Gestaltung der ЧС200 übernommen.
Zeitgleich mit der Entwicklung der Prototypen der ČSD-Baureihe ES 499.0 entstanden Anfang 1974 bei Škoda die zwei Versuchs-Elektrolokomotiven ЧС200.001 (Werksnummer 6435) und ЧС200.002 (Werksnummer 6436). Am 24. Juli 1974 absolvierte die ЧС200.001 mit einem Fahrgestell für eine Spurweite von 1435 mm auf dem Versuchsring Velim ihre Probefahrten und erreichte dabei eine Geschwindigkeit von 210 km/h. Ende 1974 wechselten beide Versuchslokomotiven ЧС200 zu der Durchführung der Geschwindigkeitstests in das Lokdepot LeningradP der Oktoberbahn. Später führten die Tests zu der Beschaffung der weiteren Serienlokomotiven ЧС200 sowie der SŽD-Baureihe ЧС6 und SŽD-Baureihe ЧС7. Die Serienlokomotiven wurden daraufhin 1979 bis 1980 beschafft.
Ab 2016 wurden die Lokomotiven auf der Oktoberbahn von den neu beschafften sechsachsigen Lokomotiven der RŽD-Baureihe ЭП20 abgelöst.

## Konstruktion

### Triebfahrzeugaufbau

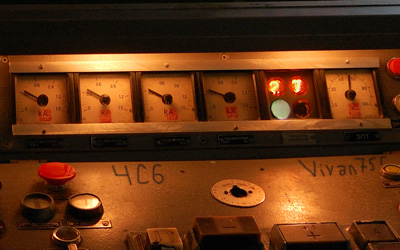
Führerpult einer ЧС6 -identisch mit dem der ЧС200

Die Elektrolokomotive ЧС200 ist eine Zweisektionslokomotive. Jede Sektion besteht im Wesentlichen aus den Elementen der ČSD-Baureihe ES 499.0 mit Ausnahme des fehlenden Transformators und des fehlenden zweiten Führerstandes. Die Sektionen verbindet ein gelenkiger Kupplungsbolzen mit Ausnützung einer Zug- und Stoßvorrichtung. Die Bauform der Kupplung schloss ein selbständiges Lösen der Sektionen bei Schwanken oder Schaukeln aus.
Wie bei Lokomotiven der SŽD üblich, wurden die Hauptluftbehälter auf dem Dach platziert. Ansonsten wurde für die mechanischen Elemente die Konstruktion der ČSD-Baureihe ES 499.0 übernommen. Der Rahmen ist eine Schweißkonstruktion und besteht im Prinzip aus zwei offenen Längsträgern und am Ende aus zwei Querträgern. Diese halten vorn die SA-3-Mittelpufferkupplung und hinten den Kasten für die Verbindungskupplung zwischen den Sektionen. Der gesamte Rahmen ist für Druckkräfte von bis zu 200 kN ausgelegt. An die Träger in Höhe des Drehzapfens sind zusätzliche Querträger angeschweißt.
Der Lokkasten ist im Wesentlichen wie bei der ES 499.0 aufgebaut. Der Führerstand ist übersichtlich und geräumig ausgeführt und besitzt eine Klimaanlage, eine Kocheinrichtung für Speisen und Getränke, selbst ein Kühlschrank, Waschbecken und sogar ein WC gehören dazu.

### Laufwerk, Antrieb und Federung
Alle vier Drehgestelle sind gleich ausgeführt. Jeder Rahmen von ihm besteht aus zwei Langträgern, zwei Endträgern und einem Mittelträger. In diesem ist das gegossene Drehzapfenbett eingeschweißt. An den Querträgern sind die Motorkonsolen und die Getriebekastengehänge befestigt. In den Längsträgern des Drehgestellrahmens sind pro Rad zwei Zapfenpaare eingepresst, diese dienen zur Führung der Radsätze. Diese Führungszapfenpaare greifen in die über zylindrische Schwingungsdämpfer angeordneten Buchsen zu beiden Seiten der Radlagerkästen ein. Eine Axialfederung des Radsatzes erfolgt über Gummikegelringe, dadurch konnte der Anteil der ungefedernden Massen erheblich verringert werden.
Die elektrischen Fahrmotoren sind an den Querträgern des Drehgestellrahmens an drei Punkten befestigt und sind vollständig abgefedert. Die Abfederung des Lokkastens auf die Drehgestelle geschieht über Schraubenfedern. Die horizontale Kastenabfederung erfolgt ebenso über die Schraubenfedern mit dazu parallel angebrachten hydraulischen Dämpfern. Zur Querfederung dient eine Wippe, die mit den Dämpfern günstige Werte erzielen lässt.

### Elektrische Ausrüstung und Steuerung
Bei der elektrischen Ausrüstung ergaben sich die Unterschiede durch die Verwendung als Zweisektionslokomotive mit acht angetriebenen Achsen. Das war bisher in der Verwendung von Elektrolokomotiven mit Gleichstrom und Widerstandssteuerung unüblich und ließ Probleme erwarten. Anstelle des gewöhnlichen Trommel-Kontrollers, wie bei den anderen Elektrolokomotiven von Škoda üblich, war das Bedienpult mit einem Tasten-Kontroller ausgerüstet, der in der Art und Weise wie eine automatische Geschwindigkeitsregulierung arbeitete. Mittels Druckknöpfen konnte der Lokführer die gewünschte Geschwindigkeit in Abschnitten zu 15 km/h eingeben. Die Steuerung und das Halten der Geschwindigkeit erfolgte automatisch. Hierbei konnte auch die Verwendung der automatischen Zugbeeinflussung nach dem System ALS mit verwendet werden. Außerdem besitzen die Lokomotiven einen Rangierfahrschalter auf beiden Seiten des Führerstandes. Die Steuerung erfolgt wie üblich durch eine Widerstandssteuerung. Dabei werden dieselben Widerstände für die Fahrsteuerung auch für die Widerstandsbremse mit verwendet. Das ermöglicht ein kurzes Ansprechen der elektrischen Bremse aus der Fahrbewegung heraus von bis zu drei Sekunden.
Die Fahrmotoren vom Typ AL 4741 FIT sind eine Entwicklung von Škoda und sind für 3000 V = ausgelegt. Es sind sechspolige Maschinen mit Fremdbelüftung. Zwei Motoren in einem Drehgestell sind ständig in Reihe geschaltet. Die Motoren lagern in dem Drehgestellrahmen der Lokomotive fest. Die Drehmomentübertragung auf die Radsätze erfolgt über Gelenkkupplungen auf das Radsatzgetriebe. Dabei wird ein Ausgleich zwischen den Bewegungen der Motoren und des Radsatzes erreicht.
Auf der Seite des Hilfsmaschinisten befand sich ein Indikator-Tablo zur Kontrolle der Arbeit der elektrischen Bedienung durch das Lokpersonal ohne Verlassen des Führerstandes. Es gab zwei Möglichkeiten der Anzeige der Geschwindigkeitsanzeige; einmal elektronisch und einmal manuell. Bei der elektronischen Anzeige geschah die Geschwindigkeitsanzeige über ein Zweiskalenanzeiger; die erste Skala zeigte die vom Lokführer eingestellte Geschwindigkeit, die zweite Skala die tatsächliche Geschwindigkeit an. Der mechanische Geschwindigkeitsanzeiger wurde durch einen Fahrtenschreiber der Firma Hasler aus der Schweiz realisiert.
Außerdem besitzen die Lokomotiven der Reihe ЧС200 ein Diagnostiksystem, das Störungen im Steuerkreislauf sofort erkennen lässt. Dabei wird die Nummer der fehlerhaften Anlage bzw. des fehlerhaften Gerätes angezeigt.

### Bremsausrüstung
Die Elektrolokomotiven der Reihe ЧС200 besaßen drei Systeme der Bremsen; eine pneumatische, direkt wirkende Bremse, eine elektropneumatische Bremse mit Distanzbremsung nach dem System DAKO sowie die Widerstandsbremse. Die Widerstandsbremse hat eine Leistung von bis zu 7000 kW und wird bei hohen Geschwindigkeiten von 200 km/h bis 65 km/h eingesetzt. Bei Unterschreiten der Geschwindigkeit unter 65 km/h wird die elektrische Bremse, die fahrdrahtunabhängig wirkt, von der Automatik abgeschaltet und in Funktion bleibt nur noch die elektropneumatische Bremse. Bei Einleitung des Bremsvorganges ist die elektropneumatische Bremse kurzfristig abgeschaltet, um die Laufflächen der Radsätze zu säubern. Die Funktionsfähigkeit der elektropneumatischen Bremse kann simuliert werden; dadurch kann auch im Stillstand des Fahrzeuges die Bremse kontrolliert werden.

## Änderung in der Konstruktion bei der Serienfertigung

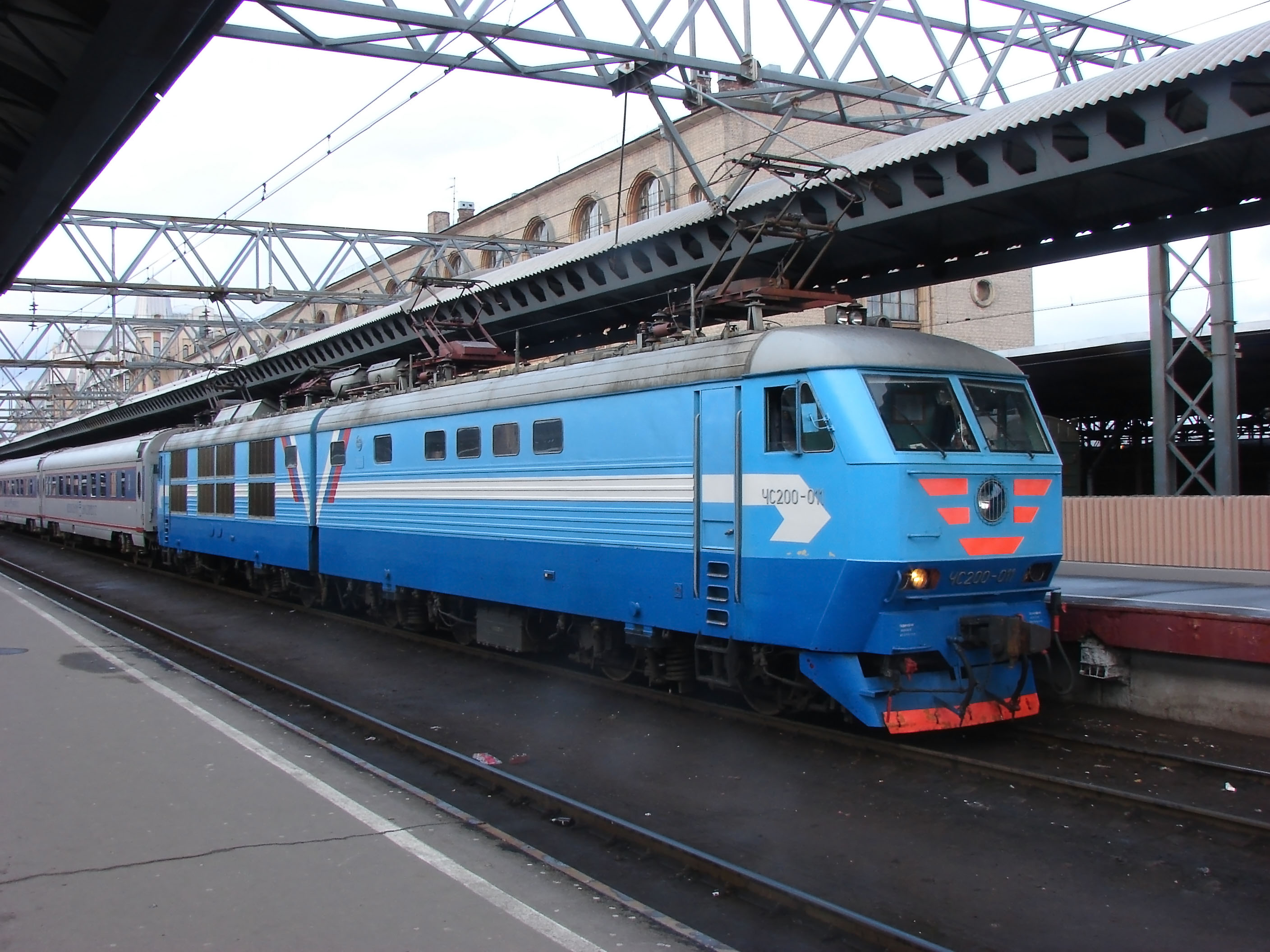
ЧС200.011

Gegenüber den Vorserienlokomotiven erhielten die Serienlokomotiven zahlreiche Änderungen und Verbesserungen in der Konstruktion. Wiesen die beiden Prototypen noch unverkennbar Ähnlichkeiten zu der ČSD-Baureihe ES 499.0 auf, so musste man bei den Serienmaschinen etwas genauer hinschauen, um die Verwandtschaft zu erkennen. Bei den Serienlokomotiven, die die Inventarnummern 003–012 erhielten, fiel augenscheinlich die Form der Aufbauten und der Fahrerkabine auf. Die Form der Front wurde abgerundet und aerodynamischer gestaltet. Auch wurde die elektrische Ausrüstung geändert; anstatt des Einholmstromabnehmers französischer Produktion, wurde eine eigene Baurt eines zweistufiggefederten Pantographen speziell für Schnellfahrten, in Sowjetunion entwickelt und erfolgreich eingesetzt. Auch wurde die Leistung durch die Verwendung von Fahrmotoren mit einer Leistung von 1050 kW nochmals gesteigert. Um ein Durchbrennen der Oberleitung wegen hoher Stromaufnahme beim Anfahren zu vermeiden, gilt die Empfehlung, drei der vier Stromabnehmer am Fahrdraht anzulegen.

## Betrieb
Die Lokomotiven erhielten das Depot LeningradP der Oktoberbahn für die Bespannung von schnellen und schnellsten Zügen auf der Linie Moskau – Leningrad. Der Betrieb  wird  derzeit (2014) von den ЧС200 auf den Linien Moskau – Sankt Petersburg, Sankt Petersburg – Murmansk, Moskau – Wolchow – Murmansk, Sankt Petersburg – Wologda, Weliki Nowgorod – Moskau und Sankt Petersburg – Torschok durchgeführt.

## Ereignisse und Vorfälle
- Am 11. Februar 2000 wurde die ЧС200.007 bei Rangierarbeiten im Depot zerstört. Später wurde die Lok mit Teilen der ЧС6.030 wiederhergestellt.
- Am 2. Dezember 2006 stellte die ЧС200.009 im Abschnitt Lichoslawl – Kalaschnikowo der Oktoberbahn eine Rekordgeschwindigkeit von 262 km/h auf.
- Am 14. August 2007 ereignete sich bei der ЧС200.004 mit dem Zug Newski-Express ein Zwischenfall, dass unter der Lok ein Sprengstoffsatz explodierte, der die Lok zerstörte und den Zug zum Entgleisen brachte.
- Auch an dem Sprengstoffanschlag am 27. November 2009 war mit der ЧС200.010 eine Lokomotive der Baureihe beteiligt, als die Lok und drei Wagen des Newski-Expresses mit 196 km/h entgleisten.